# Березичи (Волынская область)
Бере́зичи (укр. Березичі) — село в Любешовской поселковой общине Камень-Каширского района Волынской области Украины.
До 2020 года входило в Любешовский район.
Код КОАТУУ — 0723180501. Население по переписи 2001 года составляет 798 человек. Почтовый индекс — 44252. Телефонный код — 3362. Занимает площадь 3,145 км².
До 2011 года в селе действовала общеобразовательная школа.